# Giuma Ahmed Atigha
 (mars 2021).
Si vous disposez d'ouvrages ou d'articles de référence ou si vous connaissez des sites web de qualité traitant du thème abordé ici, merci de compléter l'article en donnant les références utiles à sa vérifiabilité et en les liant à la section « Notes et références ».
Giuma Ahmed Atigha (en arabe : جمعة أحمد عتيقة), né en 1950[réf. nécessaire], est un homme d'État libyen, vice-président de 2012 à 2013 et président par intérim du Congrès général national du 28 mai au 25 juin 2013, à la suite de la démission de Mohamed Youssef el-Megaryef.

## Parcours politique
Le 7 juillet 2012, lors des élections au Congrès général national, Giuma Ahmed Atigha est élu en tant que membre indépendant pour la ville de Misrata. Le 10 août suivant, il en est élu premier vice-président. Le 28 mai 2013, après la démission du président du Congrès Mohamed Youssef el-Megaryef, Atigha le remplace à titre intérimaire et devient de ce fait chef de l'État et commandant en chef de l'armée. Ses fonctions prennent fin le 25 juin avec l'élection de Nouri Bousahmein.
Le 16 juillet suivant, il démissionne de sa fonction de vice-président du Congrès général national en invoquant des raisons personnelles et de santé.